# Galerie Georges Giroux
La Galerie Georges Giroux (acronyme GGG), établie à Bruxelles, était l'une des plus importantes galeries d'art de Belgique de la première moitié du XXe siècle.

## Historique
Georges Giroux, natif de Mâcon, en France, tient une boutique de mode à Bruxelles avec son épouse, une modiste célèbre. Il habite à Watermael-Boitsfort, où son voisin n'est autre que le renommé connaisseur d'art Jean-François Elslander qui l'a projeté dans les cercles artistiques bruxellois et l'a incité à se constituer une collection. À la suite de ses contacts avec des artistes, l'idée de fonder une galerie professionnelle lui vint. L'ouverture date du 16 mars 1912. La galerie était située dans la boutique de mode de son épouse. Grâce au succès de la boutique, la galerie réussit à survivre car toutes les expositions n'eurent pas un succès commercial. Après sa mort, survenue en 1923, son épouse a continué d'exploiter la galerie jusqu'à son décès. Un cousin, George Willems, a tenu ensuite la galerie jusqu'à la fin de l'année 1960.

## Implantation
Situé au numéro 88 de la rue Royale, puis au 26, le siège s'est établi en 1920 boulevard du Régent 43.

## Expositions tenues à la galerie (sélection)
- 1912 (mai-juin) : futuristes italiens
- 1912 : Kees van Dongen
- 1912 : Frans Smeers – Maurice Wagemans
- 1912 (décembre)–1913 (janvier) : Les Bleus de la GGG (jeunes artistes, entre autres Léon Spilliaert, Constant Permeke, Jean Brusselmans, Edgard Tytgat, Pierre Scoupreman)

- 1913 : Dessinateurs humoristiques de Simplicissimus
- 1913 : Marcel Jefferys
- 1913 : Georges Lemmen
- 1913 : Henri Evenepoel (posthume)
- 1913 : Gaston Haustraete
- 1913 : Louis Thévenet
- 1913 : Kandinsky

- 1914 : Humoristes françaises
- 1914 : Willem Paerels
- 1914 : Jakob Smits
- 1914 : Albert Pinot
- 1914 : Paul Sérusier
- 1914 : Rik Wouters
- 1914 : Simon Bussy – Jean Gaspar – Alfred Hazledine – Ramah – Léon Spilliaert - John Weggin
- 1916 : Louis Thévenet
- 1916 : XIe Salon des Indépendants (dont Pierre Scoupreman)
- 1916-1917 : Salon d’Hiver (dont Médard Verburgh)
- 1917 : XIIe Salon des indépendants (dont Pierre Scoupreman)
- 1917 : Oscar et Floris Jespers
- 1918 : L’Avenir. Exposition de peinture et de sculpture. La Ligue belge d’expansion artistique (dont Léon Spilliaert et Pierre Scoupreman)
- 1919 (mars) : Cercle des Quinze, salonnet d’inauguration (dont Léon Spilliaert)
- 1920 (janvier) : James Ensor
- 1920 (janvier) : George Minne
- 1920 (février) : Auguste Oleffe
- 1920 (février) : Victor Rousseau
- 1920 (mars) : Marcel Jefferys
- 1920 : Marjorie Watson Williams
- 1920 : Gustave de Smet
- 1920 : Thomas Vinçotte
- 1920 : Anne-Pierre de Kat
- 1920 : Pierre Scoupreman – Charles Counhaye – Jules Ghobert – Edgard Tytgat – Fernand Verhaegen – Willem Paerels – Debeer – Georges Creten – Jos Albert – De Troyer – Jakob Smits – Henri Logelain - Puvrez
- 1921 : Exposition et vente de la première partie de la collection Lequime. Le catalogue de cette collection de tableaux fut réalisé par Gustave Van Zype.
- 1921 : Odilon Redon
- 1921 : Les Français
- 1921 : Albert Baertsoen
- 1921 : Edgard Tytgat – Jos Albert – Roger Parent
- 1921 : Émile Claus
- 1921 : Paul Signac – Dufy – Vlaminck – Matisse
- 1921 : Nest Wynants
- 1921	: Esthétique Nouvelle
- 1921 (juin) : Société nationale de la peinture à l’eau. Exposition inaugurale (dont Léon Spilliaert – Paerels – Servaes – Van de Woestyne – Roberto Domingo – Strebelle – Cockx)
- 1921 : Société nationale des aquarellistes et pastellistes
- 1921 : Salon d’Art français moderne (Henry Ottman - Raoul Dufy - Camoin – Durey...)
- 1921 : Contribution au monument Rik Wouters
- 1921 : Exposition et vente de la bibliothèque E. von Wassermann en octobre et novembre
- 1921 : Exposition et vente publique de la collection du docteur Ottokar Mascha de Vienne en la salle du 43 Bd du Régent à Bruxelles les 7, 8, 9 et 14 et 15 décembre 1921 (tableaux, aquarelles, dessins, eaux-fortes et lithographies de Félicien Rops).
- 1922 (janvier) : Salon d’Art belge moderne (dont J. Michaux, Mathys, Parent, Counhaye, Schirren, Anne-Pierre de Kat, G. Fontaine, Brusselmans, Léon Spilliaert, De Roy, Ledel, Oscar Declerck...)

- 1922 : Jakob Smits
- 1922 : Atelier A.J. Heymans – Jules De Bruycker
- 1922 : Théo Van Rysselberghe
- 1922 : Ramah
- 1922 : Rik Wouters (posthume)
- 1922 : Artistes néerlandais (George Hendrik Breitner, P. Wyngaert, H.A.J. Bauer, Floris Verster, Johan Thorn Prikker, Jan Toorop, Charley Toorop)
- 1922 (octobre) : Exposition de peinture et de sculpture École Belge (dont Léon Spilliaert)
- 1923 (janvier) : Exposition de jeune peinture et jeune sculpture (dont Paul Delvaux, René Magritte, Marcel-Louis Baugniet, Flouquet)
- 1923 : G. Frank De Craeke
- 1923 : Exposition et vente de la seconde partie de la collection de la famille Lequime.
- 1924 : Albéric Collin
- 1924 : 2e Salon Jeune Peinture belge (Balenghien, Jules Boulez, Jane Charlet, R. Crommelynck, René Dupont, Alice Frey, Marie Howet, G. Lebrun, Germaine Van Cutsem, Verdegem, Wolvens)
- 1924 : Constant Permeke
- 1924 : Marcel Jefferys
- 1924 : Victor Gilsoul
- 1924 (juin) : Exposition provinciale d’arts décoratifs et industriels
- 1924 : La Peinture française (Georges d’Espagnat, Dufres?, Friesz, Guérin, Lotiron, de Warocquier, Dufy, Ottman, Bonnard, Matisse, Marquet, Roussel, Vlaminck, Laprade, René Durey, Hermine David, Pompon, etc.)
- 1924 : Iturrino – Albert Saverys
- 1924 : Roger Parent, Berthold Mahn, Utrillo, Utter, Valadon
- 1924 : Albert Claeys – Gustave Fontaine
- 1924 : Armand Guillaumin – Albert Lebourg
- 1924 : Pierre Paulus
- 1924 : Jean Le Mayeur – S. Ghysbrecht
- 1925 : Edmond Verstraeten
- 1925 : Salon Français
- 1925 : Frantz Charlet
- 1925 : Victor Rousseau – Henri Manguin
- 1925 : Eugène Laermans
- 1925 : G. Balenghien – Jules Boulez – J. Charlet – A. Frey – A. Lamblot – Harry Bloomfield
- 1925 : Dehoy
- 1925 : H. V. Wolvens – J. Cluysenaer
- 1925 : Libre Académie de Belgique 1re exposition - Frank Morse-Rummel - Lucien Rion
- 1925 (décembre) : Laethem-Saint-Martin
- 1927 : Rik Wouters (posthume)
- 1927 : Léon Spilliaert
- 1929 : Léon Spilliaert
- 1929 (octobre) : George Minne
- 1930 : Anna Boch
- 1930 (mai) : Peinture belge d'aujourd'hui
- 1931 (janvier) : L’art vivant en Belgique 1910-1930
- 1931 : Rik Wouters (posthume)
- 1932 (novembre) : Le Groupe Flandre
- 1932 : Oscar De Clerck
- 1933  (novembre) : Salon de la gravure originale (XI)[2].
- 1934 (janvier) : Médard Verburgh
- fin 1934 : Georges Vandevoorde
- 1935 : Jack Jefferys
- 1935 : Robert Crommelynck – Valerius De Saedeleer
- 1935 : Joseph De Coene
- 1935 : Albert Van Dyck (nl) – Leonid Frechkop
- 1935 : Pierre de Soete
- 1935 : Arthur Deleu
- 1935 : Groupe dont Pierre Caille, Paul Delvaux et Georges Grard
- 1935 : Le Groupe des V : Charles Counhaye, Joseph-Gérard Van Goolen, Pierre Scoupreman, Jean Gooris, W. Wolvens
- 1935-1936 : Jean Decoen
- 1936 : André Hallet
- 1936 : Groupe Nervia
- 1936 : Suzanne Vandamme
- 1936 : Willy Kreitz
- 1939 : Alfred Verwée (posthume)
- 1940 : Orientations. Groupe de peintres et sculpteurs
- 1945 : James Ensor
- 1946 : L'exposition anniversaire G.G.G. 1911-1946
- 1946 : Arts et lettres de Wallonie (du 26 octobre au 10 novembre)
- 1947: Jean-Jacques Gailliard
- 1947 : Femmes peintres et sculpteurs (du 31 octobre au 13 novembre)
- 1949 (novembre) : Médard Verburgh
- 1959 : Valerius De Saedeleer